# Lesley Boone
Lesley Boone (ur. 25 lutego 1968 w Los Angeles, Kalifornia) – amerykańska aktorka, piosenkarka i tancerka.

## Życiorys i kariera
Urodziła się w Los Angeles w Kalifornii. Kształciła się na Uniwersytecie Kalifornijskim w Northridge. Po ukończeniu szkoły zagrała gościnnie w serialu Hooperman, następnie otrzymała kartę uczestnictwa Screen Actors Guild. Od tego momentu jest aktywna w filmie i telewizji, jak również w podkładaniu głosów. Poza tym jest także piosenkarką i tancerką. Swoją pierwszą znaczącą rolę zagrała w sitcomie Babes w 1991 roku. Od 2000 roku gra regularnie w serialu Nie ma sprawy, gdzie wciela się w Molly Hudson – nauczycielkę chemii w liceum.
Jej mężem jest producent Larry Teng, z którym wzięła ślub w 2005 roku.

## Filmografia
- 2009: Gotowe na wszystko (Desperate Housewives) jako Lucy Blackburn
- 2007: Opowieści z Kręciołkowa (Higglytown Heroes)
- 2006: Medium jako Sondra Banister
- 2000–2004: Nie ma sprawy (Ed) jako Molly Hudson
- 2000: Family Jewels jako Evelyn
- 1998: Przyjadę do domu na święta (I'll Be Home for Christmas) jako Marjorie
- 1996: High Incident jako Beth Hagar
- 1995: Stuart Saves His Family jako Jodie Smalley
- 1995: 3x3 oczy (Sazan aizu seima densetsu) jako Ken-Ken (głos)
- 1995: Skrzydła (Wings) jako Wendy
- 1994: City Slickers II: The Legend of Curly's Gold
- 1994: The Mommies jako kupująca w sklepie
- 1993: Danger Theatre jako Julie Conklin
- 1991: Babes jako Marlene Gilbert
- 1991: Parker Lewis (Parker Lewis Can't Lose) jako Harriet Guzman
- 1990: Mr. Belvedere jako Diana
- 1990: Glory Days
- 1989–1990: Dzieciaki, kłopoty i my (Growing Pains) jako dziewczyna
- 1989: Doogie Howser, lekarz medycyny (Doogie Howser, M.D.) jako Yvette
- 1989: L.A. Law jako Gretchen
- 1989: Hooperman